# Drahotěšice
Drahotěšice (deutsch Drahotieschitz) ist eine Gemeinde in Tschechien. Sie liegt 13 Kilometer südwestlich von Veselí nad Lužnicí in Südböhmen und gehört zum Okres České Budějovice.

## Geographie
Drahotěšice befindet sich auf einem Höhenzug in der Lischauer Schwelle. Östlich entspringt der Bach Ponědražský potok in zwei Quellbächen, die sich im Teich Stojčín vereinigen. Im Norden erhebt sich der Hügel U Doktorova lomu (564 m) und südlich die Baba (570 m). Gegen Westen erstreckt sich das Waldgebiet Nová obora. Südöstlich des Dorfes verläuft die Silnice I/3 (ein Teil der Europastraße 55) zwischen České Budějovice und Veselí nad Lužnicí.
Nachbarorte sind Radonice und Hvozdno im Norden, Pelejovice im Nordosten, Neplachov, Gebrovna und Švamberk im Osten, Na Jednotě, U Prokšů, Mazelov im Südosten, Ševětín, U Čížka und Vitín im Süden, Cirhan, U Petra und Vlkov im Südwesten, Líšnice und Němčice im Westen sowie Hroznějovice und Budáček im Nordwesten.

## Geschichte
Mehrere Hügelgrabanlagen im Wald an der Baba und westlich des Dorfes belegen eine slawische Besiedlung im 8. und 9. Jahrhundert. Der Ortsname leitet sich vom Personennamen Drahotěch her.
Die erste schriftliche Erwähnung von Drahoczesicz erfolgte am 10. Oktober 1323 in einer Urkunde König Johann von Luxemburgs über einen Gütertausch der böhmischen Krone mit Peter I. von Rosenberg. Der König erhielt dabei zur Abrundung seiner Herrschaft Bechyně die Dörfer Radětice, Hvožďany und Křída; im Gegenzug trat er das Städtchen Bukovsko mit den Dörfern Neplachov und Drahoczesicz an Peter von Rosenberg ab. Das Dorf war bis zu deren Untergang um 1412 der Feste Bukovsko untertänig und wurde 1435 durch Ulrich II. von Rosenberg an die Herrschaft Wittingau angeschlossen. Zu Beginn des 17. Jahrhunderts bestand das Dorf aus 14 Bauernwirtschaften. Nach dem Tode von Peter Wok von Rosenberg fiel das Erbe der Rosenberger 1612 Johann Georg von Schwanberg zu. Nach der Schlacht am Weißen Berge wurden die Güter Peter von Schwanbergs wegen seiner Beteiligung am Ständeaufstand von 1618 konfisziert und fielen den Habsburgern zu, die die Herrschaft Wittingau 1637 an den polnischen König Władysław IV. Wasa verpfändeten. Während des Dreißigjährigen Krieges verödete das Dorf, im Jahre 1624 waren nur noch drei Gehöfte bewirtschaftet. Erzherzog Leopold Wilhelm von Österreich trat 1660 die Herrschaft Wittingau an Johann Adolf I. von Schwarzenberg ab. Dieser schloss 1676 fast alle Dörfer der ehemaligen Herrschaft Bukowsko an das Gut Bzy an; Drahotěšice blieb jedoch weiterhin unmittelbar der Herrschaft Wittingau zugehörig. 1837 wurde eine Filiale der Schule Ševětín eingerichtet; sie besaß kein eigenes Schulhaus, der Unterricht erfolgte in verschiedenen Bauernhäusern. Im Jahre 1840 bestand Drahotieschitz/Drahotěssice aus 34 Häusern mit 419 Einwohnern. Pfarrort war Schewetin. Bis zur Mitte des 19. Jahrhunderts blieb das Dorf immer der Herrschaft Wittingau untertänig.
Nach der Aufhebung der Patrimonialherrschaften bildete Drahotěšice/Drahotieschitz ab 1850 mit dem Ortsteil Radonice eine Gemeinde in der Bezirkshauptmannschaft Třeboň/Wittingau und dem Gerichtsbezirk Lomnice nad Lužnicí. Im Jahre 1868 löste sich Radonice los und bildete eine eigene Gemeinde. Mit 600 Einwohnern erreichte das Dorf um 1880 die höchste Bevölkerungszahl in seiner Geschichte. Die Freiwillige Feuerwehr bildete sich 1895. Im Jahre 1910 lebten in dem Dorf 593 tschechischsprachige Einwohner. 1912 wurde das Schulhaus eingeweiht. Nach der Aufhebung des Okres Třeboň wurde Drahotěšice 1948 Teil des Okres Týn nad Vltavou. Dieser wurde 1961 wieder aufgelöst und der Ort dem Okres České Budějovice zugeordnet. Am 14. Juli 1964 wurde Vlkov eingemeindet. 1974 erfolgte die Schließung der Schule, seitdem werden die Kinder des Dorfes in Ševětín unterrichtet. Zum 1. Juli 1975 wurde Drahotěšice zum Ortsteil von Ševětín. Nach einem Referendum löste sich das Dorf zum 24. November 1990 wieder von Ševětín los.

## Gemeindegliederung
Für die Gemeinde Drahotěšice sind keine Ortsteile ausgewiesen.

## Bevölkerungsentwicklung
| Jahr      | 1869 | 1880 | 1890 | 1900 | 1910 | 1921 | 1930 | 1950 | 1961 | 1970 | 1980 | 1991 | 2001 | 2011 | 2021 |
| --------- | ---- | ---- | ---- | ---- | ---- | ---- | ---- | ---- | ---- | ---- | ---- | ---- | ---- | ---- | ---- |
| Einwohner | 556  | 596  | 533  | 558  | 593  | 594  | 591  | 421  | 414  | 306  | 249  | 198  | 208  | 279  | 309  |

## Sehenswürdigkeiten
- Kapelle des hl. Wenzel, erbaut in der zweiten Hälfte des 19. Jahrhunderts
- Gedenkstein für die Gefallenen des Ersten Weltkrieges, enthüllt 1928
- Gehöfte im Blatastil des südböhmischen Bauernbarock, eine Ausweisung des Ortskernes als ländliches Denkmalschutzgebiet wird erwogen
- Mehrere slawische Hügelgrabanlagen westlich und südwestlich des Dorfes
- Waldgebiet Poněšická obora mit Hirschgarten

## Söhne und Töchter der Gemeinde
- Vojtěch Ambrož (1905–1963), Geologe